# Fußballnationalmannschaft von St. Kitts und Nevis

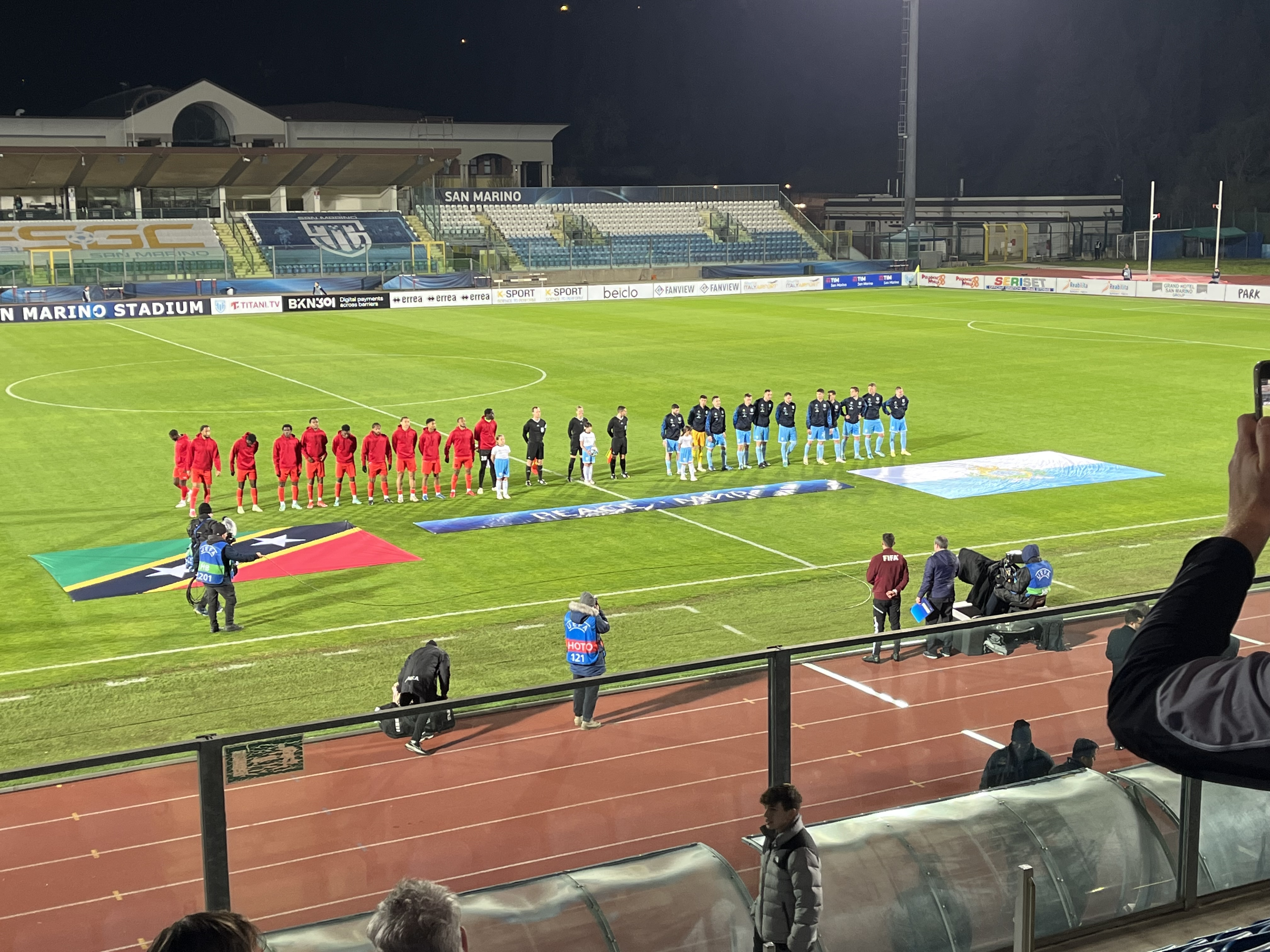
Die Fußballnationalmannschaft von St. Kitts und Nevis (links) gegen San Marino im San Marino Stadium (2024)

Die Fußballnationalmannschaft von St. Kitts und Nevis ist die Fußballnationalmannschaft des karibischen Inselstaates St. Kitts und Nevis. Sie trat bis 1983 als Mannschaft St. Christopher-Nevis-Anguillas an. Das Team zählt zur sportlichen Mittelklasse des Kontinentalverbandes CONCACAF. Bisher ist es der Mannschaft noch nicht gelungen, sich für die Fußball-Weltmeisterschaft zu qualifizieren. 2023 gelang der Nationalmannschaft erstmals die Qualifikation für die Gruppenphase des CONCACAF Gold Cup.
Atiba Harris, der in der Saison 2004/05 beim FC Cádiz unter Vertrag stand, war der erste Spieler von St. Kitts und Nevis im europäischen Profifußball. Zu einem Einsatz kam er für Cádiz jedoch nicht, aktuell spielt er beim FC Dallas.

## Turniere

### Weltmeisterschaft
- 1930 bis 1994 – nicht teilgenommen
- 1998 – In der Qualifikation zur WM 1998 in Frankreich wurde man in der Karibikzone 3 der Vorrunde erst gegen die Bahamas gelost, welche sich jedoch aus der Qualifikation zurückzogen. Danach setzte man sich mit 5:1 und 1:0 gegen St. Lucia durch und traf im Finale auf St. Vincent, gegen das man jedoch auf Grund der Auswärtstorregel mit 2:2 und 0:0 den Kürzeren zog.
- 2002 – In der Qualifikation zur WM 2002 in Japan und Südkorea wurde man in der Karibikzone 2 der 1. Runde gegen die Turks- und Caicosinseln gelost und konnte sich deutlich mit 8:0 und 6:0 durchsetzen. Danach traf man erneut auf St. Vincent und schied mit 0:1 und 1:2 aus.
- 2006 – In der Qualifikation zur WM 2006 in Deutschland traf man in der 1. Runde auf die Amerikanischen Jungferninseln und setzte sich mit 4:0 und 7:0 durch. In der 2. Runde traf man auf Barbados und konnte sich erneut mit 2:0 und 3.2 durchsetzen. In der 3. Runde traf man in der Gruppe 3 auf Mexiko, Trinidad & Tobago und St. Vincent und die Grenadinen. Nach 6 Niederlagen und 2:24 Toren schied man als Gruppenletzter aus.
- 2010 – Im Rahmen der Qualifikation zur Fußball-Weltmeisterschaft 2010 in Südafrika traf das Team in der ersten Runde der CONCACAF-Zone auf die Nationalmannschaft aus Belize. Das Hinspiel in Guatemala-Stadt (Guatemala) gewann Belize am 6. Februar 2008 mit 3:1. Das Rückspiel in Basseterre (St. Kitts und Nevis) endete 1:1, was das vorzeitige Ausscheiden für St. Kitts und Nevis bedeutete.
- 2014 – In der Qualifikation zur WM 2014 in Brasilien traf man in der 2. Runde auf Kanada, Puerto Rico und St. Lucia. Nach einem Sieg, vier Unentschieden und nur einer Niederlage schied man als Gruppendritter aus.
- 2018 – In der Qualifikation zur WM 2018 in Russland traf die Mannschaft in der 1. Runde im März 2015 auf die Turks- und Caicosinseln und setzte sich mit 6:2 und 6:2 durch. In der 2. Runde im Juni 2015 schied man mit 2:2 und 1:4 gegen El Salvador aus.
- 2022 – In der Qualifikation zur WM 2022 in Katar traf die Mannschaft in der 1. Runde ab März 2021 auf die Bahamas, Guyana, Puerto Rico sowie Trinidad & Tobago. Nach drei Siegen war die Mannschaft vorzeitig für die zweite Runde qualifiziert, so dass die Niederlage im letzten Spiel gegen Trinidad und Tobago verschmerzt werden konnte. In der zweiten Runde traf die Mannschaft auf El Salvador. Im Juni 2021 schied man mit 0:4 und 0:2 gegen El Salvador in der zweiten Runde aus.
- 2026 – In der Qualifikation zur WM 2026 in Kanada, Mexiko und den USA traf die Mannschaft in der zweiten Runde im Juni 2024 und Juni 2025 auf Costa Rica, Trinidad und Tobago,  Grenada und auf die Bahamas. Nach einem Sieg und drei Niederlagen verpasste die Mannschaft als Gruppenvierter die dritte Runde.

### CONCACAF Gold Cup
- 1991 und 1993 – nicht qualifiziert
- 1996 – nicht teilgenommen
- 1998 bis 2021 – nicht qualifiziert
- 2023 – Vorrunde
- 2025 – nicht qualifiziert

### Karibikmeisterschaft
- 1989 bis 1992 – nicht qualifiziert
- 1993 – 4. Platz
- 1994 – nicht qualifiziert
- 1995 – nicht teilgenommen
- 1996 – Vorrunde
- 1997 – 2. Platz
- 1998 – nicht qualifiziert
- 1999 – Vorrunde
- 2001 – Vorrunde
- 2005 bis 2017 – nicht qualifiziert

### CONCACAF Nations League
- 2019–21: 4. Platz Gruppe B1, Abstieg in Liga C
- 2022/23: 1. Platz Gruppe C2, Aufstieg in Liga B
- 2023/24: 4. Platz Gruppe B1, Abstieg in Liga C
- 2024/25: 1. Platz Gruppe C3, Aufstieg in Liga B

## Trainer
- Clinton Percival (1999–2000)
- Elvis Browne (2002–2004)
- Lenny Lake (2004–2006)
- Leonard Taylor (2008)
- Lester Morris (2008)
- Lenny Lake (2008–2010)
- Clinton Percival (2010–2012)
- Jeffrey Hazel (2012–2015)
- Jacques Passy (2015–2019)
- Earl Jones (2019)
- Claudio Caimi (2019–2021)
- Leonardo Neiva (2021)
- Austin Huggins (2022–2023)
- Francisco Molina (2023–)